# HMAS Sirius (O 266)
HMAS Sirius (O 266) byl zásobovací tanker australského královského námořnictva. Byl to přestavěný komerční tanker MT Delos. Jeho hlavním úkolem bylo poskytovat na moři jiným lodím palivo, munici a další zásoby. Ve službě u australského námořnictva byl v letech 2006–2021. Vyřazen byl 18. prosince 2021 na základně v Perthu. Ve službě jej nahradily tankery třídy Supply. Sirius je největší tanker sešrotovaný v Austrálii. Jeho likvidace byla dokončena roku 2024.

## Stavba

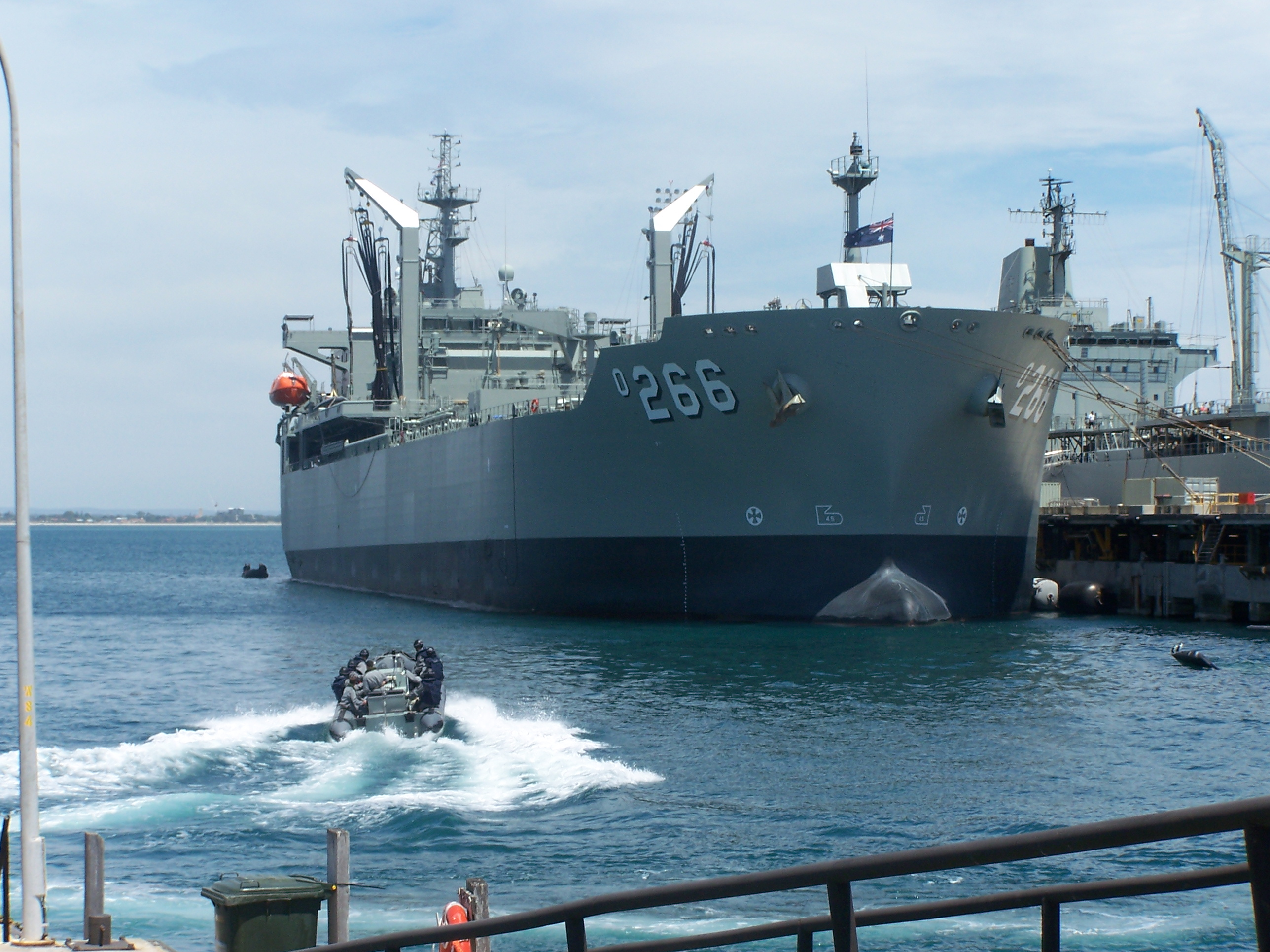
HMAS Sirius

Sirius byl navržen a rozestavěn jihokorejskou loděnicí Hyundai Mipo Dockyard v Ulsanu jako civilní tanker Delos. Trup tankeru byl na vodu spuštěn 12. dubna 2004, přičemž 3. června 2004 jej zakoupila australská vláda za účelem přestavby pro vojenské využití. Důvodem byla především potřeba najít rychlou náhradu za vyřazovaný tanker HMAS Westralia (O 195) za současné úspory finančních prostředků. Přestavbu provedla australská firma Tenix Defence. Sirius byl do služby přijat 16. září 2006.

## Konstrukce

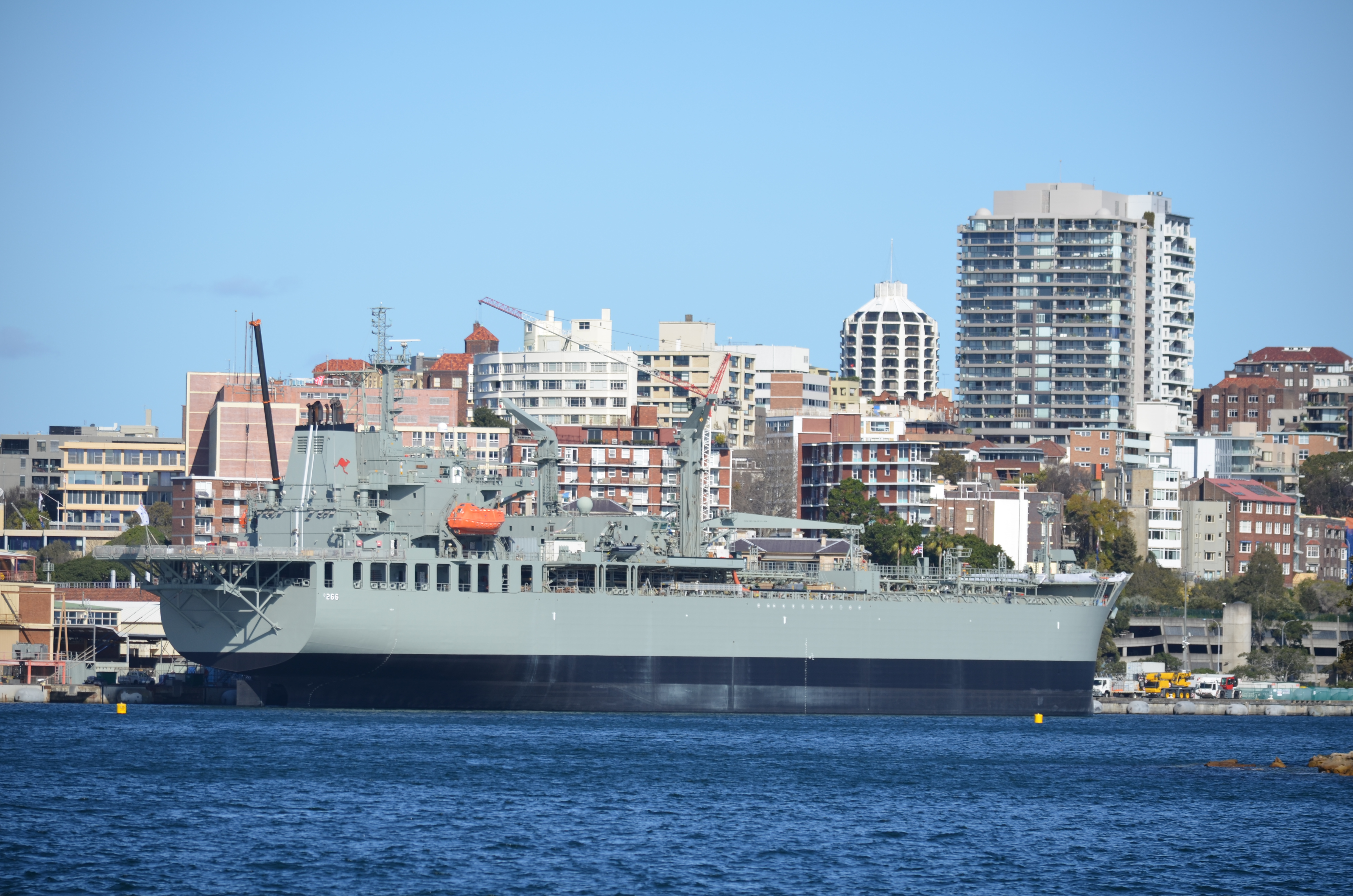
HMAS Sirius

Je to tanker s dvojitým trupem. Byl schopen poskytovat palivo, vodu a zásoby dvěma dalším plavidlům zároveň. Vertikální zásobování prováděl vrtulník. Sirius mohl přepravovat 34 806 m3 paliva, z toho 5486 m3 leteckého paliva. Na zádi byla přistávací plocha pro jeden vrtulník, ale tanker nebyl vybaven hangárem. Pohonný systém tvořil jeden diesel Hyundai-B&W 6S 50MC pohánějící jeden lodní šroub. Nejvyšší rychlost dosahovala 16 uzlů.